# فنتیسو
فنتیسو (به اسپانیایی: Fontioso) یک شهرستان در اسپانیا است.